# Skou jezik
Skou jezik (sko, skouw, skow, sekou, tumawo, te mawo; ISO 639-3: skv), jedan od tri papuanska jezika skupine vanimo, porodice sko, kojim govori 700 ljudi (1999 M. Donohue) na ušću rijeke Tami na indonezijskom dijelu Nove Gvineje.
Skou se govori u selima Sko-Yambe, Sko-Mabu i Sko-Sai. Većina se služi i indonezijskim, dok neki stariji Wutungi sko govore kao drugi ili treći jezik.

## Vanjske poveznice
- Ethnologue (15th)